# Rhipha flavoplagiata
Rhipha flavoplagiata là một loài bướm đêm thuộc phân họ Arctiinae, họ Erebidae.